# Classe E (cargueiros)
Classe E é uma classe de navios do tipo porta-contêineres operados pela empresa dinamarquesa A.P. Moller – Maersk Group. A classe é composta por oito navios porta-contêineres de 14.770 unidades equivalentes a vinte pés (TEU). Até 2012, eles eram os maiores navios porta-contêineres já construído e estão entre os navios mais longos atualmente em uso, com 399 metros de comprimento e 56 metros  de largura. os navios foram construídos pelo estaleiro Odense Staalskibsværft na Dinamarca.

## Futuro
A Classe Mærsk Triple E com navios maiores, menos poluentes e mais eficiente em termos de consumo de combustível sucedeu a Classe Mærsk E.

## Navios
Os oito navios que compõe a classe são as maiores embarcações comerciais em operação no mundo. Todos os navios do grupo receberam nomes femininos iniciando com a letra "E".
| Navio          | Número do casco | IMO     | Entrega                | Serviço     | ref           |
| -------------- | --------------- | ------- | ---------------------- | ----------- | ------------- |
| Emma Mærsk     | L203            | 9321483 | 31 de agosto de 2006   | em operação | [ 5 ] [ 6 ]   |
| Estelle Mærsk  | L204            | 9321495 | 9 de novembro de 2006  | em operação | [ 7 ] [ 8 ]   |
| Eleonora Mærsk | L205            | 9321500 | 12 de janeiro de 2007  | em operação | [ 9 ]         |
| Evelyn Mærsk   | L206            | 9321512 | 29 de março de 2007    | em operação | [ 10 ]        |
| Ebba Mærsk     | L207            | 9321524 | 15 de junho de 2007    | em operação | [ 11 ]        |
| Elly Mærsk     | L208            | 9321536 | 5 de setembro de 2007  | em operação | [ 12 ]        |
| Edith Mærsk    | L209            | 9321548 | 14 de novembro de 2007 | em operação | [ 13 ]        |
| Eugen Mærsk    | L210            | 9321550 | 29 de janeiro de 2008  | em operação | [ 14 ] [ 15 ] |